# Elwendia persica
Il cumino nero (Elwendia persica (Boiss.) Pimenov & Kljuykov, 2013) è una pianta della famiglia delle Apiacee che cresce nell'Asia centro-occidentale.
I suoi frutti essiccati vengono utilizzati come una spezie in India, Iran e Tagikistan. È praticamente sconosciuto al di fuori di queste zone. Talvolta è confuso con il cumino romano, Cuminum cyminum.

## Denominazione
I nomi locali per questa spezie sono: 
- kala jeera (hindi) che significa, appunto, cumino nero (questo porta a confondere la Nigella con questa spezie, dal momento che nella cucina bengalese quest'ultima è chiamata cumino nero)
- shahi jeera (cumino imperiale) (hindi)
- زيره كوهی (zireh kuhi, che significa "cumino selvatico" in persiano).

## Descrizione
Raggiunge circa 60 centimetri di altezza e 25 cm di larghezza, ha foglie increspate e fiori ermafroditi.

## Usi

### Culinario
Il piccolo e arrotondato fittone è commestibile crudo o cotto, e ha un gusto dolce come di castagne. La foglia può essere usata come una guarnizione in modo simile al prezzemolo. La spezie, come può suggerire il nome, ha gli stessi usi del cumino.

### Medicinale
Il frutto è una ricca fonte di timolo. Il timolo è utilizzato come antielmintico contro l'anchilostoma (un parassita intestinale) e anche come antisettico in molti preparati farmaceutici. Si tratta di uno stimolante, che stimola la diuresi e allevia la flatulenza. Rafforza le funzioni dello stomaco ed è un ottimo rimedio in caso di emorragia.